# باعر (الحيمة الداخلية)

تعديل مصدري - تعديل

باعر هي إحدى قرى عزلة الأحبوب بمديرية الحيمة الداخلية التابعة لمحافظة صنعاء، بلغ تعداد سكانها 356 نسمة حسب تعداد اليمن لعام 2004.